# Geblești
Geblești – wieś w Rumunii, w okręgu Dolj, w gminie Carpen. W 2011 roku liczyła 121 mieszkańców.